# Cuttoli-Corticchiato
Cuttoli-Corticchiato település Franciaországban, Corse-du-Sud megyében. Lakosainak száma 2044 fő (2022. január 1.). Cuttoli-Corticchiato Bastelicaccia, Ocana, Peri, Sarrola-Carcopino és Tolla községekkel határos.

## Népesség
A település népességének változása:
| Lakosok száma | 544  | 643  | 1085 | 1777 | 1966 | 1951 | 2009 | 2017 | 2032 | 2044 |
|               | 1968 | 1982 | 1990 | 2006 | 2013 | 2015 | 2017 | 2019 | 2020 | 2022 |